# Fontaine-les-Bassets
Fontaine-les-Bassets település Franciaországban, Orne megyében. Lakosainak száma 115 fő (2022. január 1.). Fontaine-les-Bassets Le Marais-la-Chapelle, Coulonces, Guêprei, Louvières-en-Auge, Montreuil-la-Cambe, Ommoy és Trun községekkel határos.

## Népesség
A település népességének változása:
| Lakosok száma | 109  | 106  | 105  | 104  | 103  | 107  | 111  | 115  |
|               | 2013 | 2015 | 2017 | 2018 | 2019 | 2020 | 2021 | 2022 |